# トリコ イタダキマスター
『トリコ イタダキマスター』は、島袋光年の漫画『トリコ』を原作とするデータカードダス。2011年4月27日稼働開始。開発担当はディンプス。

## 概要
2011年4月よりフジテレビ系列にて放送開始されたテレビアニメ『トリコ』を題材としている。データカードダス作品としては初めてICカードが採用された作品でもある。2013年6月6日には続編の「トリコ 爆狩ジャングルメ!!」が稼働した。

## 遊び方
1.100円玉を入れ、「ひとりであそぶ」「カードをかう」「ふたりであそぶ」の中から一つのモードを選ぶ。
カードをかう
バトルをしない代わりに、カードを最大9枚まで購入できる。ICカードを使っていると、たんさくチームが増え、一定確率で食材を得られる。
ふたりであそぶ
プレイヤー同士で対戦する。
2.「ひとりであそぶ」を選ぶと、カードが1枚払い出される。最大4連続でカードを購入でき、その都度リーダーの能力がランダムで上がる。
3.後述の「トムのグルメショップ」登場後、グルメサバイバルがスタートし、ステージを選ぶ。1弾ではステージごとに難易度が決まっていたが、2弾からはステージ選択後に続けて難易度を選択する。
4.キャラクター又はモンスターカードを3枚スキャン。最初にスキャンしたカードのキャラがリーダーになり、ボーナスが得られ、戦闘中にスペシャルバーストを発動できる。次にエクストラカードを1枚スキャンできるが、しなくてもバトルに移行可能。

### ルール
3対3のチームバトル。行動順はキャラクターのスピードで決まり、ラウンド開始時に表示され、その順番にキャラクターが行動する。「アタック」「スペシャル」「グルメ」3つのコマンドを選んで戦い、チームのHPを0にした方が勝ち。5ラウンド(5弾からは3ラウンド)経っても決着がつかない場合、HP残量が多い方が勝ちとなる。キャラクターが行動するたびに「いただきますゲージ」が貯まり、満タンになるとリーダーがスペシャルバーストを発動できる。ゲージの上昇率はアタック、スペシャル、グルメの順に高い。
アタック
通常攻撃。ダメージは低いが、必殺技ゲージが増加する。パワーとインパクト数が多いほど威力が高くなる。
スペシャル
必殺技。ダメージが高く、状態異常を及ぼすものもあるが、必殺技ゲージを1消費する。アタック同様、パワーとインパクト数で威力が決まるが、こちらはモーレツラッシュで更にインパクトパワーを上げられる。
グルメ
味方が持つ食材を食べ、HPを回復しつつ能力強化や状態異常などさまざまな効果を発動させる。基本的に、食材は1回食べると無くなるが、複数回食べられる食材も存在する。

## システム
IGOミッション
ICカードを使用した際に受けられるミッション。指定された食材3種類を規定の数だけ集める。クリアするとグルメダルが貰えたり、特定のエリアで新たな食材が得られるようになるなどの特典が得られる。次のシーズンに移行し、前シーズンでクリアしたミッション数を3倍した数のグルメダルが貰える。
危険区域
IGOミッションで特定のレベルになると開放されるステージ。通常のステージよりも強いチームが登場するが、レアな食材を獲得できる。なお、捕獲エリアレベルを選ぶことはできない。
マイフルコースメニュー
ICカードを使ってプレイし、相手チームに勝つと戦い方によって最大3つのグルメ食材を入手できる。そして入手したグルメ食材は「マイフルコースメニュー」に登録でき、次回プレイ時登録した食材に対応したリーダーの能力が上がる。項目は原作の人生のフルコースと同じく前菜、スープ、魚料理、肉料理、メイン、サラダ、デザート、ドリンクの8種類あり、入手した食材は決まった箇所に登録される。登録した食材のレアリティの合計(グルメポイント)が一定以上になると称号が一新され、チームのHPが上がっていく。
トムのグルメショップ
第3弾で追加。グルメサバイバルモードにおいて、エリア選択前にトムが登場し、グルメダルを払って食材を購入でき、フルコースに登録できる。食材のラインナップには入手困難な極上食材や変異食材もある。
ねっけつブロック
第3弾で追加。敵から攻撃を受ける際に発生する防御アクション。交差する両腕を止め、中心に近いほど受けるダメージを減らせる。
グルメルーレット
第3弾で追加。右上にマークが付いたカードを使用すると2ターン目に発動する。美食屋と美食會の2種類があり、前者は味方全員の能力を上げられ、後者は敵全員の能力を下げられる。同じルーレットを発動できるキャラが複数いると、効果が倍増する。
ノッキングチャンス
第4弾で追加。ノッキングガンマークが付いたカードのキャラが攻撃すると発動することがある。ノッキングガンの先端が中心の赤い点に重なった時にボタンを押すと敵をマヒさせられる。
マッスルタイム
第5弾で追加。マッスルタイムマークが付いたカードのキャラが使用できる。アタックコマンドの代わりに選択でき、タイミングよくボタンを押すとパワーが倍増していき、最大1,500%までアップできる。1人につき1戦闘1回しか使用できない。
どデカモンスター
第5弾で追加。ステージを選ぶ際、特定のステージに現れることがある巨大なモンスター。捕獲エリアレベルで「さいきょう」を選ぶと戦える。ICカードを使うと出現率が上がる。全ての能力値が高く、いただきますゲージの貯まりが早いが、倒すと通常より高めの能力もしくは効果の追加、無効化の変異食材が1つ手に入る。第12弾からは超ド級ボスも登場する。
オートファジー
第6弾で追加。チームのHPが5,000以下になった時、オートファジーマークが付いたカードのキャラのパワーを2,000上げる。
限界突破
第7弾で追加。限界突破マークの付いたカードのキャラが、適合食材を食べるとインパクトレベルが上がり、HP以外のステータス値が2倍になる。ただし、その際食べた食材の本来の効果は現れない。
グルメピラミッド
第8弾で追加。グルメサバイバルのエリアの一つとして登場。猛獣達と戦いながら巨大な迷宮を探索する。分岐点によってはグルメダルが手に入ったり、チームHPが一時的に増えたりする。8弾では全10階層だったが、9弾で20階層に増え、最深部でどデカサラマンダースフィンクスと戦えるようになった。
合体モリモリラッシュ
第9弾で追加。合体モリモリマークの付いたカードと、それに対応したキャラカードを組ませ、スペシャルを選ぶと発動。二人のキャラが必殺技を発動させ、大ダメージを与える。
マイグルメモンスター
第10弾で追加。捕獲できるグルメモンスターがいずれかのエリアに現れ、勝利後にノッキングすることで捕獲できる。特技を最大3つまで習得し、どれか1つの技を決まったターンに使用する。戦闘勝利後、キャラクター、モンスターカードをスキャンすることでカードに描かれた食材を3つ与え、成長させることができる。別の捕獲可能なグルメモンスターと入れ替えも可能で、その際前のグルメモンスターの技を引き継ぐことができる。
バブリーグルメスロット
第11弾で追加。バブリーグルメスロットマークが付いたカードをスキャンするとバトル開始時に発動。スロットで絵柄を揃えるとキャラクターの能力がアップする。
グルメカジノ
第11弾で追加。グルメサバイバルのエリアの一つとして登場。ライブベアラーがシャッフルしたカードを引き、バトルに勝利するとカードに描かれた景品を貰える。会員バッジを集めていくとランクが上がり、VIP会員でバッジを全て集めると次回から景品に様々なレア食材が追加される。
グルメテイスティング
第12弾で追加。グルメカジノで遊べる神経衰弱で、ライブベアラーがシャッフルしたカードを2枚引き、バトルする。バトルに勝利するとポイントが貰え、カードの絵柄を揃えていると揃えたカードに描かれた食材がもらえる。ポイントを貯めるとランクが上がり、それに応じてカードの枚数が多くなり、景品の食材が豪華になっていく。カードを2枚以上買っていると、ココのサポートによりどのカードを引けば揃うかが分かる。(絵柄とポイントは判明しない)

## カードの種類
キャラクターカード、モンスターカード、エクストラカードの3種類のカードがあり、そのうちキャラクターカードとモンスターカードには攻（アタック。カードの色：緑）・食（グルメ。カードの色：青）・必（スペシャル。カードの色：赤）のいずれかのバトルタイプがある。同じバトルタイプのカード3枚でデッキを組むと、必だと必殺技ゲージ1本追加、食だと最大HP2000アップ、攻だとパワー1000アップのタイプボーナスが貰える。また、サポートキャラ2人がモンスターでかつ、タイプが一人でも違うと「野生パワー」が発生し、パワー、ガード、スピードがそれぞれ500アップする。
レアリティはノーマル、一つ星レア、二つ星レア、三つ星レア、四つ星レアの5つ。
キャラクターカード、モンスターカード
トリコやココといったキャラクター、ガララワニやトロルコングといった猛獣のカード。3人1組のチームを作って戦う。H(最大HP)、P(攻撃力)、G(防御力)、S(素早さ)、インパクトレベル、食材が設定されており、同じキャラクターでもカードによって能力や持っている食材が異なる。キャラクターカードはリーダー、サポートのどちらにもできるが、モンスターカードはサポートにしかできない。
エクストラカード
チームスキャンで、チームを決定した後にスキャンするカード。戦闘開始時や2ターン目など決まった条件を満たすと特殊な効果(エクストラスキル)が発生する。

## 登場カード

### 第1弾
- キャラクター - トリコ、ココ、ゾンゲ、マンサム、鈴、GTロボ、GTロボ（スタージュン操縦）
- モンスター - ガララワニ、トロルコング、シルバーバック、デビルオロチ、怪鳥ゲロルド、テリークロス、ハイアンパンサー、リッキー
- エクストラ - ゾンビタイバンの罠、トリコクラッカー、小松の才能〜黄金のフグ鯨〜、トリコバーガーを食べるトリコ

### 第2弾
- キャラクター - サニー、GTロボ（ギド操縦）、GTロボ（セドル操縦）
- モンスター - エレファントサウルス、リーガルマンモス、オブサウルス
- エクストラ - 小松クッキング、グルメ研究所、オートファジー、グルメ細胞の力

### 第3弾
- キャラクター - マッチ、滝丸、スタージュン、グリンパーチ、
- モンスター - ツンドラドラゴン
- エクストラ - ウール火山"ホットスポット"、ポップコーンの雨、満腹都市グルメタウン、メルクの包丁

### 第4弾
- キャラクター - トミーロッド、バリーガモン、ボギーウッズ
- モンスター - アイスジャガー、フリーザバイソン
- エクストラ - ウォールペンギンの親子、節野食堂、シバリング、グルメショーウインドー

### 第5弾
- キャラクター - トミーロッド(全力)、アルファロ、鉄平
- モンスター - ヘルボロス、パラサイトエンペラー
- エクストラ - 再生屋与作、最後の一滴、癒しの国ライフ、

### 第6弾
- キャラクター - トリコ（威嚇）、ココ（毒膜化）、サニー（サニーゾーン）、次郎
- モンスター - カイザーガーディアン、謎の生物、阿修羅タイガー
- エクストラ - お菓子の城、IGO会長一龍、ベジタブルスカイ

### 第7弾
- キャラクター - メルク、メルク(初代)
- モンスター - ヴァンパイアコング、バルバモス、蠍魔牛
- エクストラ - 小松の包丁、鬼のメルクの作業場、竜王デロウスの牙

### 第8弾
- キャラクター - ゼブラ、ラブ
- モンスター - マグマトータス
- エクストラ - ワールドコネクト、オーバン、デザートラビリンス

### 第9弾
- キャラクター - スタージュン(素顔)
- モンスター - ニトロ、サラマンダースフィンクス
- エクストラ - 怒りの覚醒、あふれ出る涙、食の遺産

### 第10弾
- キャラクター - トリコ(直感)、サニー(直感)、与作、愚衛門
- モンスター - キッス、クイン
- エクストラ - グルメ神社、ビックリアップル、ニワトラの卵

### 第11弾
- キャラクター - ココ(ポイズンアーマー)、ライブベアラー
- モンスター - 般若パンダ
- エクストラ - 美食會-ダイニングキッチン-、オトギの城オーナーシェフ大竹、グルメテイスティング

### 第12弾
- キャラクター - 一龍
- エクストラ - メテオガーリック、時代の覇者

### 第13弾
- キャラクター - 三虎
- エクストラ - グルメサンタ、食運

## どデカモンスター
リーガルマンモス
「古代の食宝」と呼ばれる巨大マンモス。第5弾から雪原に登場。HPがとても高く、スペシャルに気絶の効果を持つ。
阿修羅タイガー
グルメ界のアングラの森に住む6本の足と3つの顔を持つ虎。第6弾からベジタブルスカイに登場。スピードが高く、1回の行動でいただきますゲージを満タンにする。
蠍魔牛
ヘビーホールの主。サソリのようなハサミと尻尾を持つ。第7弾からヘビーホールに登場。HPは低いが、ガードが非常に高く、ほとんどの攻撃を激減させる。
マグマトータス
「溶岩大亀」とも呼ばれる死季の森最強の猛獣。甲羅から溶岩が吹き出る巨大な亀。第8弾からハニープリズンに登場。
サラマンダースフィンクス
グルメピラミッドの主。メロウコーラを涙として排出する。第9弾からグルメピラミッドの最下層に登場。HPが非常に高く、エクストラスキルで2ラウンド目にリーダーの行動順を最後にする。
マザースネーク
グルメ界に住む胴体が地球を一周するほど長い大蛇。第10弾からデスフォールに登場。
般若パンダ
腹部に般若の顔のような模様がある巨大なパンダ。第11弾からグルメカジノに登場。HPが非常に高く、いただきますゲージの貯まりが速い。

## 超ド級ボス
一龍
IGO会長。第12弾からデスフォールに登場。全てのステータス値が高い強敵。
三虎
美食會ボス。第13弾からグルメ界に登場。高いステータス値に加え、一度にいただきますゲージを満タンにする。

## 関連商品

### 攻略本
- バンダイ公式攻略本 DATA CARDDASS トリコ イタダキマスター カード版 イタダキハンティングガイド(ISBN 978-4-08-779601-8)
- バンダイ公式攻略本 DATA CARDDASS トリコ イタダキマスター カード版 イタダキハンティングガイド2(ISBN 978-4-08-779626-1)

### カードアルバム
- オフィシャルバインダーセット
- オフィシャルバインダーセット 美食屋VS美食會
- オフィシャルバインダーセット グルメ界編

いずれも4ポケットリフィル10枚、オリジナルデザインのICカードが1枚、ICカード用リフィルが1枚付属している。

## リリース
- 2011年4月27日 第1弾稼動開始。
- 2011年4月29日 ICカード配布キャンペーン開始。
- 2011年6月23日 第2弾稼動開始。
- 2011年8月11日 第3弾『グルメ食材争奪!美食屋VS美食會キャンペーン』稼動開始。
- 2011年9月29日 第4弾稼動開始。
- 2011年11月24日　第5弾稼働開始。
- 2012年1月26日 第6弾稼動開始。『トリコたちの曲が視聴できる二次元コード付きの特別カード』店頭プレゼント開始。
- 2012年3月22日 第7弾稼動開始。『グルメ細胞!限界突破キャンペーン』開催。
- 2012年5月24日 第8弾稼動開始。
- 2012年7月19日 第9弾稼動開始。
- 2012年9月20日 第10弾稼動開始。
- 2012年11月22日 第11弾稼動開始。『バブリーグルメスロットキャンペーン』開催。
- 2012年1月24日 第12弾稼動開始。
- 2013年3月21日 第13弾稼動開始。
- 2013年6月6日 『トリコ 爆狩ジャングルメ!!』にリニューアル。